# Atalantia dasycarpa
Atalantia dasycarpa là một loài thực vật có hoa trong họ Cửu lý hương. Loài này được C.C.Huang mô tả khoa học đầu tiên năm 1978.